# Masakr studentů na Kentské státní univerzitě v Ohiu
Masakr studentů na Kentské státní univerzitě v Ohiu (USA) byl násilný incident, při němž členové americké národní gardy dne 4. května 1970 v areálu univerzity střelou ostrými náboji usmrtili čtveřici neozbrojených vysokoškolských studentů a devět dalších zranili. K události došlo v rámci zásahu proti studentské protiválečné demonstraci. Jediným výsledkem zásahu bylo zesílení masových demonstrací, vlna nespokojenosti a vandalismu a zvýšené obavy o bezpečnost prezidenta USA, který musel být evakuován z Bílého domu.

## Pozadí incidentu
Začátkem roku 1969 nastoupil do úřadu amerického prezidenta Richard Nixon. Slíbil brzké ukončení války ve Vietnamu, protože kritika vůči neúspěšnosti, zbytečnosti a brutalitě této války mezi veřejností prudce narůstala. V rozporu s Nixonovými sliby se Vietnamská válka během roku 1969 ale ještě více rozhořela. Na podzim roku 1969 byly navíc odhaleny informace o brutálním masakru civilního obyvatelstva, kterého se o rok předtím dopustili vojáci americké armády v jihovietnamské vesnici My Lai. Tyto a další události související s válkou vedly v USA už během roku 1969 k organizaci celé řady masových protiválečných protestů.

## Průběh incidentu na Kentské státní univerzitě
Stejně jako i na jiných amerických univerzitách, probíhaly také na Kentské státní univerzitě od 1. května 1970 protiválečné demonstrace. V hojné části se jich účastnili studenti, také ale část pedagogů. Vedle toho mezi demonstranty narůstal i počet těch, kteří s akademickým prostředím neměli nic společného. V následujících dnech atmosféra mezi účastníky postupně eskalovala. Objevily se i případy vandalismu, 4. května začala v areálu univerzity hořet jedna budova zapálená zápalnými lahvemi. Demonstranti házeli na zasahující Národní gardu kameny a kusy betonu.
Už 1. května vyhlásil místní starosta výjimečný stav a nařídil policii, aby dav rozehnala. To se v zásadě nepodařilo, protože rozehnaní demonstranti se vždy následující den sešli znovu. Vypjatá atmosféra na obou stranách pokračovala i v následujících dnech. Mezi představiteli státní správy postupně převážil názor rozehnat demonstranty s použitím všech dostupných prostředků, které ovšem nebyly definovány.
V poledne 4. května se navzdory policejním výzvám k rozchodu před hlavní budovou univerzity shromáždilo na dva tisíce studentů. Národní garda proti nim použila granáty se slzným plynem, které však demonstranty nijak neohrozily, protože vítr šel špatným směrem. Někteří demonstranti se naopak několika granátů sami zmocnili a neváhali je použít proti zasahujícím gardistům. Atmosféru chaosu to jen posilovalo.
Národní garda dostala povel vytlačovat studenty z pozemku univerzity. To se nepodařilo a členové gardy ustupovali před demonstranty na kopec „Blanket Hill“. Náhle došlo ke střelbě, v jejímž důsledku byli čtyři studenti na místě usmrceni a devět dalších zraněno (jeden s trvalým ochrnutím). Členové Národní gardy uvedli, že se báli o život.

## Následky
Neexistoval jednotný veřejný názor, ale významná část veřejnosti se po zásahu postavila na stranu studentů. Jen pět dnů po incidentu se na demonstraci ve Washingtonu, D.C. sešlo 100 000 lidí, kteří protestovali proti válce a také proti zabíjení neozbrojených demonstrantů.
Hlavním městem USA se současně s tím prohnala vlna nespokojenosti a vandalismu, kterou komentátoři přirovnávali k občanské válce. Z obavy o bezpečnost prezidenta USA byl dokonce Richard Nixon na několik dní evakuován z Bílého domu do Camp Davidu.

## Příčiny, které vedly k incidentu
Podle původního oficiálního vyšetřování došlo 4. května 1970 v areálu státní univerzity v Ohiu k nešťastné náhodě. Oficiální šetření záležitost uzavřelo s tím, že národní garda dostala ostré náboje omylem. Část gardistů měla navíc za to, že v okamžiku zmatku a panujícího napětí došlo k útoku demonstrantů střelnými zbraněmi, což bylo příčinou neplánovaného použití zbraní, to se nikdy nepotvrdilo. Zastánci postupu národní gardy tak v zásadě tvrdili, že šlo ze strany národní gardy o sebeobranu.
Obhájci demonstrantů naproti tomu od počátku tvrdili, že v okamžiku střelby byla většina demonstrantů již vytlačena z původního místa demonstrace a vzdálena od členů národní gardy. Navíc nebyli nijak ozbrojeni.